# 徒然草
《徒然草》（日语：／ Tsurezuregusa），吉田兼好法師著，日本中世文學隨筆體的代表作之一，跟清少納言著作的《枕草子》和鴨長明著作的《方丈記》同被譽為日本三大隨筆之一。
一般認為，《徒然草》於1330年至1332年之間寫成。《徒然草》由一篇序段以及另外二百四十三段組成，文体为和漢混淆文与以假名文字为中心的和文相混合，主題環繞無常、死亡、自然美等等。
中文有山名彦三郎、王以铸、李均洋、王新禧的译本。

## 外部連接
- 「新訳徒然草 （页面存档备份，存于）」、[吉田兼好 著],山名彦三郎 訳、DOI：10.11501/888779
- 「徒然草 （页面存档备份，存于）」、H. Shinozaki『日本古典文学テキスト』（山崎麓校訂、校註日本文學大系3『徒然草』国民図書株式会社、1924年の複製）
- 「徒然草 （页面存档备份，存于）」、（西尾実・安良岡康作校訂『徒然草』岩波文庫を元にしたパブリック・ドメイン・データ、満開製作所『電脳倶楽部』からの転載）
- 吾妻利秋訳「現代語訳 徒然草 （页面存档备份，存于）」（西尾実・安良岡康作校訂『徒然草』岩波文庫、および今泉忠義訳注『改訂　徒然草』角川ソフィア文庫を底本とした対訳）
- 池辺義象による註付き現代語訳　近代デジタルライブラリー